# Пеньяльвер, Антонио
Антонио Пеньяльвер Асенсио (исп. Antonio Peñalver Asensio; род. 1 декабря 1968, Альхама-де-Мурсия, Мурсия) — испанский легкоатлет, специалист по многоборьям. Выступал за сборную Испании по лёгкой атлетике в 1986—1999 годах, серебряный призёр летних Олимпийских игр в Барселоне, обладатель бронзовой медали чемпионата Европы в помещении, многократный победитель и призёр первенств национального значения, рекордсмен страны в десятиборье.

## Биография
Антонио Пеньяльвер родился 1 декабря 1968 года в муниципалитете Алама-де-Мурсия.
Впервые заявил о себе в десятиборье на международном уровне в сезоне 1986 года, когда вошёл в состав испанской национальной сборной и выступил на юниорском мировом первенстве в Афинах, где стал седьмым.
Благодаря череде удачных выступлений удостоился права защищать честь страны на летних Олимпийских играх 1988 года в Сеуле — в программе десятиборья набрал 7743 очка и занял итоговое 23-е место.
В 1990 году одержал победу на иберо-американском чемпионате в Манаусе, показал шестой результат на чемпионате Европы в Сплите.
В 1991 году с результатом в 8200 очков стал восьмым на чемпионате мира в Токио.
В 1992 году с национальным рекордом Испании (6062) завоевал бронзовую медаль в семиборье на чемпионате Европы в помещении в Генуе. На домашних Олимпийских играх в Барселоне набрал в сумме всех дисциплин десятиборья 8412 очков и получил серебряную олимпийскую награду, уступив только представителю Чехословакии Роберту Змелику.
После барселонской Олимпиады Пеньяльвер остался в составе легкоатлетической команды Испании на ещё один олимпийский цикл и продолжил принимать участие в крупнейших международных стартах. Так, в 1993 году он выступил на Кубке Европы по легкоатлетическим многоборьям в Оулу, где стал девятым и четвёртым в личном и командном зачётах соответственно.
В 1994 году отметился выступлением на чемпионате Европы в Хельсинки и на Кубке Европы в Лионе. Во втором случае занял шестое место в личном зачёте и помог своим соотечественникам выиграть бронзовые медали командного первенства.
В 1995 году в семиборье стал шестым на домашнем чемпионате мира в помещении в Барселоне, тогда как в десятиборье на чемпионате мира в Гётеборге вынужден был досрочно завершить выступление.
Находясь в числе лидеров испанской национальной сборной, благополучно прошёл отбор на Олимпийские игры 1996 года в Атланте — на сей раз с результатом в 8307 очков занял итоговое девятое место.
В 1998 году на чемпионате Европы в Будапеште провалил четвёртый этап, прыжки в высоту, и досрочно завершил выступление.
В 1999 году участвовал в Кубке Европы в Праге, испанская сборная заняла здесь третье место в командном зачёте.
Награждён орденом «За спортивные заслуги» в серебре (1994) и золоте (2011).